# Teenage Bottlerocket
Teenage Bottlerocket ist eine US-amerikanische Punk-Rock-Band, die sich im Jahr 2000 in Laramie (Wyoming) formierte. Die Band wurde von den Zwillingsbrüdern Ray Carlisle und Brandon Carlisle gegründet. Der Musikstil wurde maßgeblich von dem weiteren Bandmitglied Kody Templeman geprägt, der auch Gitarrist in der Band The Lillingtons ist. Wichtige musikalische Vorbilder sind Bands wie Ramones, Screeching Weasel, Green Day, The Bouncing Souls sowie Misfits.
Am 3. November 2015 wurde der Schlagzeuger Brandon Carlisle bewusstlos in seinem Zuhause in Fort Collins von seinem Mitbewohner aufgefunden. Wenige Tage später, am 7. November 2015, nach dem Auffinden gaben die Bandmitglieder in einer Pressemitteilung bekannt, dass Brandon in der vorherigen Nacht verstarb, nachdem die lebenserhaltenden Maßnahmen eingestellt wurden.

## Diskografie
Studioalben
- 2003: Another Way (One Legged Pup Records)
- 2005: Total (Red Scare)
- 2008: Warning Device (Red Scare)
- 2009: They Came from the Shadows (Fat Wreck Chords)
- 2012: Freak Out! (Fat Wreck Chords)
- 2015: Tales from Wyoming (Rise Records)
- 2017: Stealing the Covers (Fat Wreck Chords)
- 2019: Stay Rad! (Fat Wreck Chords)
- 2021: Sick Sesh! (Fat Wreck Chords)
- 2025: Ready to Roll (Pirates Press Records)